# Luce (meccanica)

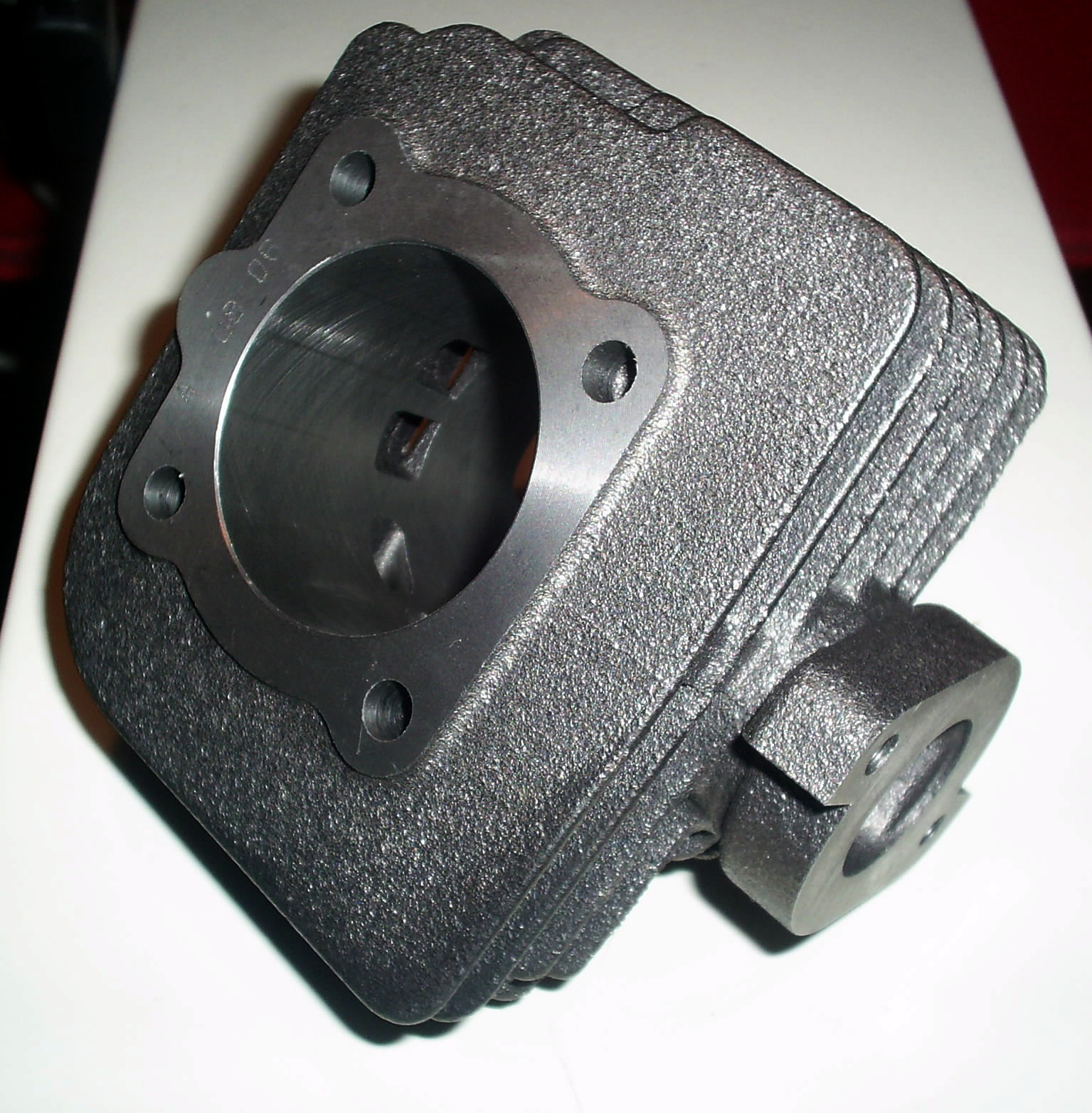
Cilindro in ghisa con luci sulla canna

La luce è una finestra che viene aperta e chiusa da un organo meccanico.

## Funzioni
La funzione della luce è quella di poter dare la possibilità di controllare in modo preciso ed economico una determinata funzione che deve essere ripetuta ad ogni ciclo di funzionamento.

## Applicazioni
Queste porte sono molto utilizzate per il motore a due tempi, per il motore Wankel o sul motore a quattro tempi di tipo RCV, dove l'apertura di tali porte permette il riempimento del cilindro o nel caso di motori a due tempi con immissione a piston port, permette anche il riempimento del carter pompa.

## Forma
Le luci possono avere diverse forme a seconda del condotto:
- Quadrata/Rettangolare, usata principalmente per i condotti di travaso e "Booster", ma esistono anche applicazioni per luci di scarico, ma leggermente arrotondato nella parte superiore
  - Trapezio rettangolo, usata per le luci di travaso che sono vicine alla luce di scarico, quando questa non è del tipo quadrata o rettangolare
- Circolare/Ovale, usata sia come condotto ausiliario per lo scarico "Booster", che per alcuni tipi di luci di travaso (motore bourke)
- W, venne utilizzata su alcuni motori per evitare di stressare le fasce elastiche ed ottenere comunque sia una sezione elevata pur a discapito della forma
- Scudo, molto simile alla luce ovale ed usata per la luce di scarico e generalmente accompagnata dai "Booster"

Le luci possono avere come accorgimenti, per evitare l'eccessivo sporgersi della fascia elastica, in questi casi vengono anche chiamati M.E.S. (Multi Exaust System):
- Booster, condotti ausiliari disposti ai lati, che aumentano la portata del condotto, senza dover aumentare la forma della luce principale.
- Traversino, è una luce scudo con forma a triangolo rovesciato con a mezzo un traversino che divide il passaggio in due, tecnica che a parità d'area della luce offre una resistenza maggiore rispetto alla soluzione con booster.
- Baffature, aumenti in larghezza della luce principale delimitati nella sola zona più vicina al PMS, questa soluzione non viene più utilizzata.
- Prescarico, si tratta di un condotto singolo disposto sopra la luce principale, questa soluzione viene utilizzata per aumentare l'accordatura del motore, senza dover ricorrere all'uso della valvola parzializzatrice.

## Valori
I valori di tali luci sono:
- Fasatura, la fasatura è il periodo d'apertura della valvola per ogni ciclo, serve per determinare il regime di funzionamento del motore, la prima luce ad essere determinata sotto quest'aspetto è la luce di scarico, mentre i valori per i travasi, devono essere determinati anche tenendo in considerazione il tipo d'impianto di scarico, assumendo di conseguenza un determinato rapporto con la luce di scarico.
  - Rapporto tra luce di scarico e travasi, questo rapporto è definito in base ai accorgimenti adottati nell'impianto di scarico, nel caso si usi un'espansione con un ampio range d'intonazione, s'adottano dei travasi alti, dato che altrimenti il motore risulta poco progressivo e perde facilmente potenza all'aumentare dei regimi, come contro questo sistema ha lo svantaggio di far fuoriuscire parte della miscela fresca dal cilindro.
Nel caso il motore sia dotato d'un impianto di scarico con un'intonazione ristretta, con o senza sistemi di controllo per lo scarico, si utilizzano dei travasi bassi, perché l'azione dell'espansione permette un corretto funzionamento solo per un range ristretto, il che rende inutile o poco apprezzabile l'utilizzo di luci alte, perché determina un'elevata perdita di miscela fresca dallo scarico.
Per far sì che in quella fascia di funzionamento il motore possa funzionare, si utilizzano dei sistemi di controllo dello scarico, il quale riesce a modificare l'azione e il comportamento dell'espansione, inoltre modifica anche il rapporto tra la luce di scarico e i travasi, premettendo un utilizzo ottimale del motore.
- Area, è la misura dell'apertura della luce, la quale viene determinata con la fasatura e la larghezza della luce, avendo questa misura con l'inclinazione del travaso è possibile ottenere la sezione del flusso che scorre dentro al condotto.
Maggiore è la sezione e maggiore sarà la potenza sviluppata dal motore, senza che questa misura incidi in modo rilevante con il regime di potenza massima, mentre l'adozione di sezioni piccole permette di limitare la potenza e i consumi, ma senza che ci siano variazioni del consumo specifico.

## Accorgimenti
Per la luce ci sono degli accorgimenti, che permettono di variare il suo valore di fasatura e/o di modificarne la portata, anche se questi accorgimenti sono utilizzati nei soli motori a due tempi e riguardano solo la luce di scarico:
- Valvola a saracinesca, valvola che occlude parzialmente la luce.
- Risuonatore, valvola che modifica le caratteristiche dei gas di scarico, alterandone il loro comportamento e velocità.